# 桥头街基督教堂
桥头街基督教堂是山西省太原市最大的基督教堂，位于市中心迎泽区的桥头街，可容纳1300人聚会。
该堂由英国浸礼会传教士创建于1878年。1876－1879年，华北五省发生空前严重的旱灾（丁戊奇荒），英国浸礼会传教士李提摩太先在驻在地山东青州积极赈灾，1878年又前往灾情更重的山西从事赈灾活动，结交中國官绅，开辟了英国浸礼会的山西传教區，在太原设立了教堂、医院、小学和孤儿院。
1900年7月9日，太原的所有传教士及其子女均在巡抚衙门大堂前的院子裡，被山西巡抚毓贤斩首。。英国浸礼会在山西的传教士几乎全军覆没。